# Robassomero
Robassomero é uma comuna italiana da região do Piemonte, província de Turim, com cerca de 3.028 habitantes. Estende-se por uma área de 8 km², tendo uma densidade populacional de 379 hab/km². Faz fronteira com Nole, Ciriè, Fiano, San Maurizio Canavese, Caselle Torinese, Druento, Venaria Reale.

## Demografia
| Variação demográfica do município entre 1861 e 2011                               |
|                                                                                   |
| Fonte: Istituto Nazionale di Statistica (ISTAT) - Elaboração gráfica da Wikipedia |